# Mr. Baseball
Mr. Baseball ist eine US-amerikanische Sportkomödie aus dem Jahr 1992.

## Handlung
Jack Elliot ist ein alternder Baseballspieler der New York Yankees. Wegen seiner miserablen Trainingsarbeit und den daraus resultierenden Leistungen während des Spiels wird er gegen einen Rookie ausgebootet und soll verkauft werden. Allerdings meldet sich nur ein einziger Interessent aus Japan, die Chūnichi Dragons. Widerwillig stimmt Elliot zu.
In Japan angekommen wird Elliot mit einer ihm völlig fremden Kultur konfrontiert, die er weder verstehen kann noch verstehen will. So gerät er schnell mit seinem Trainer Uchiyama und dessen Führungsstil aneinander. Er findet ihn unangebracht und setzt sich schnell über ihn hinweg, weswegen er sich auch den Ärger des Teams einhandelt. Sein einziger Verbündeter im Team ist der Amerikaner Max, der seit fünf Jahren in Japan Baseball spielt. Doch auch er distanziert sich von den Respektlosigkeiten Elliots. Zur selben Zeit entwickelt Elliot eine Beziehung zur schönen Japanerin Hiroko.
Nachdem Elliot sich nicht im Zaum hat und immer wieder danebenbenimmt, wird er nach einer Spieleskalation, in der er aus Versehen seinen eigenen Dolmetscher K. o. schlägt, suspendiert. Hiroko nimmt sich anschließend seiner an und stellt ihn ihrer Familie vor, wo Elliot zu seinem Ärger feststellt, dass sie die Tochter seines Trainers Uchiyama ist. Elliot will infolgedessen sofort wieder gehen, aber Hiroko und ihr Vater überreden ihn, zum Essen zu bleiben; es wäre eine große Beleidigung, dies nicht zu tun. Beim Essen kommt es zum Eklat, worauf Hiroko wütend alleine abfährt. Elliot bleibt mit Uchiyama zurück und beide unterhalten sich; Uchiyama erklärt Elliot, dass dies von seiner Tochter geplant war, da sie nach ihrer Mutter geraten sei. Auch erfährt er, dass Uchiyama ihn unbedingt, gegen alle Widerstände im Verein, aus Amerika holen wollte. Elliot sei in schlampiger Form, aber dennoch ein hervorragender Spieler. Doch da er sich nicht in der japanischen Liga einleben wollte, stehen jetzt beide Karrieren auf dem Spiel. Als Elliot dies hört, zeigt er Demut und den Willen, sich von Uchiyama trainieren zu lassen. Elliot lernt dabei die japanischen Tugenden um den Sportsgeist sowie die Balance im Team kennen, während Uchiyama von ihm amerikanische Anfeuerungen anstelle von Demütigungen nach miserablen Leistungen auf dem Platz zu schätzen lernt.
Jack Elliots Leistungen steigern sich danach, und er schafft es, in sieben aufeinanderfolgenden Spielen einen Home Run zu schlagen. Damit steht er kurz davor, den 18 Jahre alten Rekord seines Coaches Uchiyama zu brechen. Dieser wiederum steht vor dem Problem, dass die Vereinsbosse es nicht gerne sähen, gegen den nächsten Gegner zu verlieren, und auch, dass Uchiyamas Rekord von einem Gaijin gebrochen wird. Im Spiel gegen die Yomiuri Giants steht es anschließend 5:6 für die Dragons, als Uchiyama Elliot das Zeichen gibt, er solle ruhig versuchen, seinen Rekord zu schlagen, um das Spiel endgültig zu gewinnen. Doch Elliot entscheidet sich gegen einen Rekordversuch und lässt den Ball vom Schläger „abtropfen“, um seine beiden Mitspieler auf den Bases ins Ziel laufen zu lassen. Dies gelingt und das Spiel wird gewonnen.
Nachdem die Dragons gewonnen haben, nutzen Max und Jack die Chance in die Major League Baseball zurückzukehren. Während Max einen Vertrag bei den Los Angeles Dodgers unterzeichnet, wird Elliot, der inzwischen Hiroko geheiratet hat, Trainer bei den Detroit Tigers.

## Entstehung und Veröffentlichung
| Figur               | Darsteller       | Deutscher Sprecher | Jack Elliot | Tom Selleck | Norbert Langer |
| Uchiyama            | Ken Takakura     |                    |             |             |                |
| Hiroko Uchiyama     | Aya Takanashi    |                    |             |             |                |
| Max ‘Hammer’ Dubois | Dennis Haysbert  | Leon Boden         |             |             |                |
| Yoji Nishimura      | Toshi Shioya     |                    |             |             |                |
| Skip                | Art LaFleur      | Tilo Schmitz       |             |             |                |
| Doc                 | Nicholas Cascone | Michael Walke      |             |             |                |

Nachdem die Universal Studios von dem japanischen Mischkonzern Matsushita Electric Industrial übernommen wurde, beauftragte man Fred Schepisi und Ed Solomon für Recherchen nach Japan zu fliegen, um Fehler in der Darstellung der japanischen Kultur zu vermeiden. Als diese wiederkamen, wurde ihr Drehbuch abgelehnt, da es zu bissig schien. Kevin Wade wurde engagiert, der Ed Solomon ersetzte und das Drehbuch innerhalb von drei Wochen entschärfen sollte. Mr. Baseball war Ken Takakuras 200. Filmrolle.
Mr. Baseball feierte seinen US-Kinostart am 2. Oktober 1992 und konnte insgesamt über 20,8 Mio. US-Dollar einspielen, wodurch er der 63. erfolgreichste Film des Jahres 1992 wurde. Nachdem die VHS bereits 7. Juni 1993 auf dem deutschen Markt erschien, wurde der Film im Deutschen Fernsehen auf Premiere am 16. Juli 1994 und im Free-TV auf RTL am 9. August 1997 zum ersten Mal ausgestrahlt.

## Kritik
Mr. Baseball wurde sehr negativ aufgenommen. Der US-amerikanische Aggregator Rotten Tomatoes erfasst nur 12 % wohlwollende Kritiken in der Fachpresse und ordnet den Film als „Gammelig“ ein.
Für Roger Ebert war der Film ein weiterer formelhafter Sportfilm, allerdings mochte er ihn, denn Schepisi und Selleck machten einen guten Job, da der Film weder zu konstruiert, noch zu überspielt sei.
Janet Maslin von der New York Times bedauerte, dass aus einer harten Satire eine leichte seichte Komödie geworden sei.
Kevin Thomas von der Los Angeles Times sieht das Problem des Filmes darin, dass in einer Zeit der Politischen Korrektheit es ein Seiltanz sei, zwischen glaubhaften Charakteren und offensiver Stereotypisierung zu wechseln, um den Humor nicht zu verlieren.

„Ein zwischen Sport- und Alltagsszenen wechselnder Film, der Aspekte der Mitmenschlichkeit und Fremdenfreundlichkeit betont, jedoch die Möglichkeiten des Themas nicht ausschöpft. Die Konfrontation von westlichen und japanischen Gewohnheiten sorgt immerhin für heitere und anregende Unterhaltung.“

„Tom ‚Magnum‘ Selleck glänzt in dieser von Regisseur Fred Schepisi amüsant und actionreich in Szene gesetzten Sport-Komödie als ehemaliges Baseball-Ass. Allerdings kann der Zuschauer noch mehr mitlachen, wenn er einiges von Baseball versteht. Dennoch: Selleck als torfiger ‚gaijin‘ in Japan ist schon köstlich.“